# Woodman
Woodman é uma vila localizada no estado norte-americano de Wisconsin, no Condado de Grant.

## Demografia
Segundo o censo norte-americano de 2000, a sua população era de 96 habitantes.
Em 2006, foi estimada uma população de 88, um decréscimo de 8 (-8.3%).

## Geografia
De acordo com o United States Census Bureau tem uma área de
0,6 km², dos quais 0,6 km² cobertos por terra e 0,0 km² cobertos por água.

## Localidades na vizinhança
O diagrama seguinte representa as localidades num raio de 20 km ao redor de Woodman.